# Maria Laach am Jauerling
Maria Laach am Jauerling je městys v Rakousku ve spolkové zemi Dolní Rakousy v okrese Kremže. Žije v něm 932 obyvatel (podle sčítání z roku 2016).

## Poloha
Maria Laach am Jauerling se nachází ve spolkové zemi Dolní Rakousy v regionu Waldviertel. Leží 22 km jihozápadně od okresního města Kremže. Plocha území městyse činí 36,35 km2, z nichž 55,3% je zalesněných.

### Členění
Území městyse Maria Laach am Jauerling se skládá z dvaceti částí (v závorce je uveden počet obyvatel k 1. 1. 2016):
- Benking (32)
- Felbring (34)
- Friedersdorf (35)
- Gießhübl (2)
- Haslarn (35)
- Hinterkogel (17)
- Hof (19)
- Kuffarn (45)
- Litzendorf (29)
- Loitzendorf (95)
- Maria Laach am Jauerling (247)
- Mitterndorf (5)
- Nonnersdorf (30)
- Oberndorf (31)
- Schlaubing (34)
- Thalham (13)
- Weinberg (20)
- Wiesmannsreith (26)
- Zeißing (107)
- Zintring (59)

## Historie
Počátky obce nejsou přesně známy. První zmínka o této oblasti pochácí z doby Karlovců. Darovací listina kláštera Niederaltaichu v Bavorsku mluví o Bohbachu, dnes Buchbachu a hoře Ahornic, později Ahornberg, dnes Jauerling.
Roku 1193 byla obec Lo(h) vzpomenuta v životopisu svatého Altmana Vita Altmanni, kde nemocný muž z Lo putuje k jeho hrobu do kláštera Göttweig, kde je ze své nemoci uzdraven.
Zmínění o obci je i v souvislosti s krádeží melkského kříže, který byl ukryt za Marienaltarem. Marienaltar může ukazovat na bývalé poutní místo Maria Laach, což je možné, neboť poutní místo zde bylo už skoro před tisíci lety.

## Pozoruhodnosti
- Gotický poutní kostel s milostným obrazem Šestiprsté madony
- Stezka Kraftweg Maria Laach
- Přírodní park Jauerling-Wachau
- Jauerlingská rozhledna

## Galerie

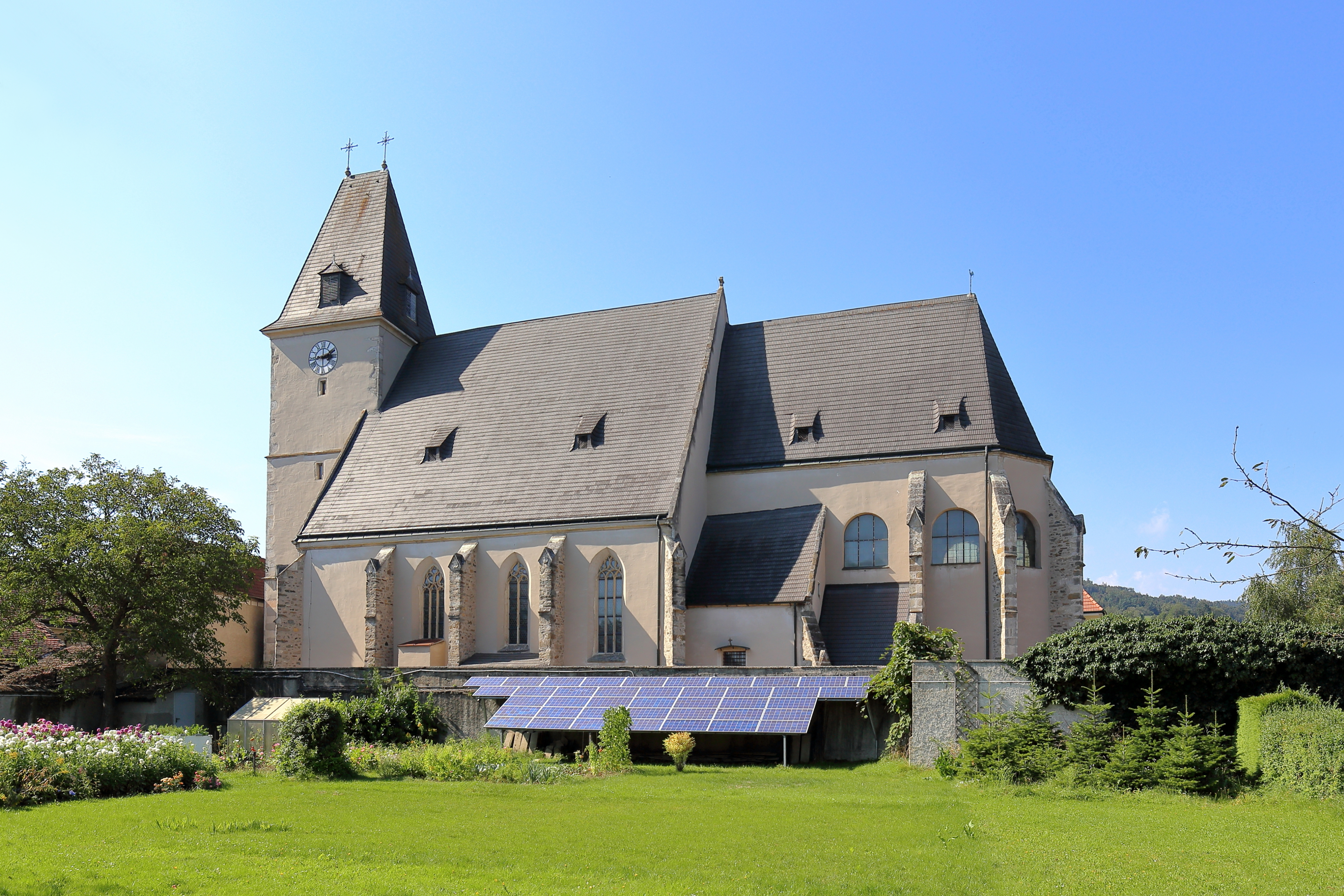
Poutní kostel v Maria Laach
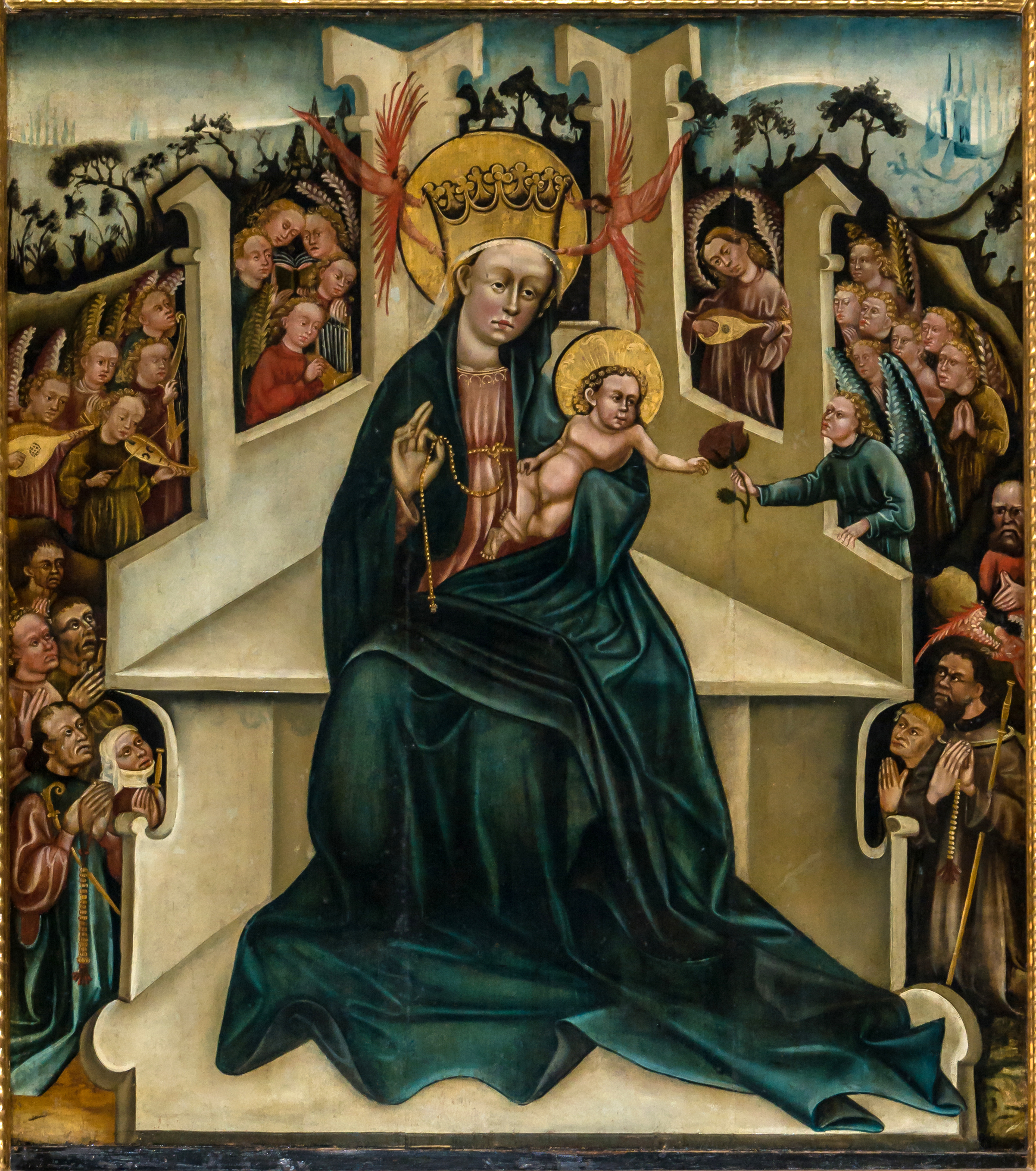
Obraz Šestiprsté madony v poutním kostele v Maria Laach
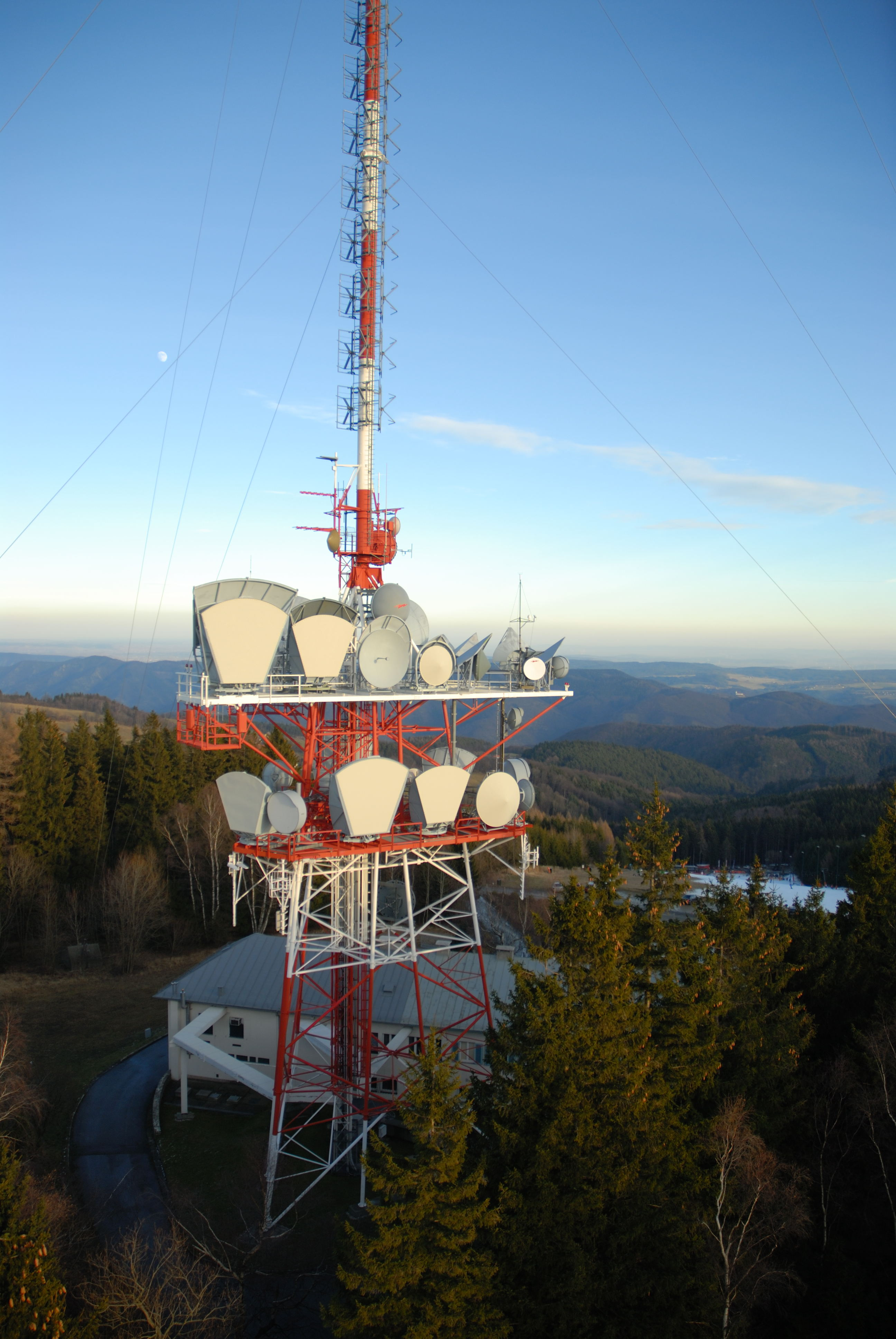
Vysílač na hoře Jauerling
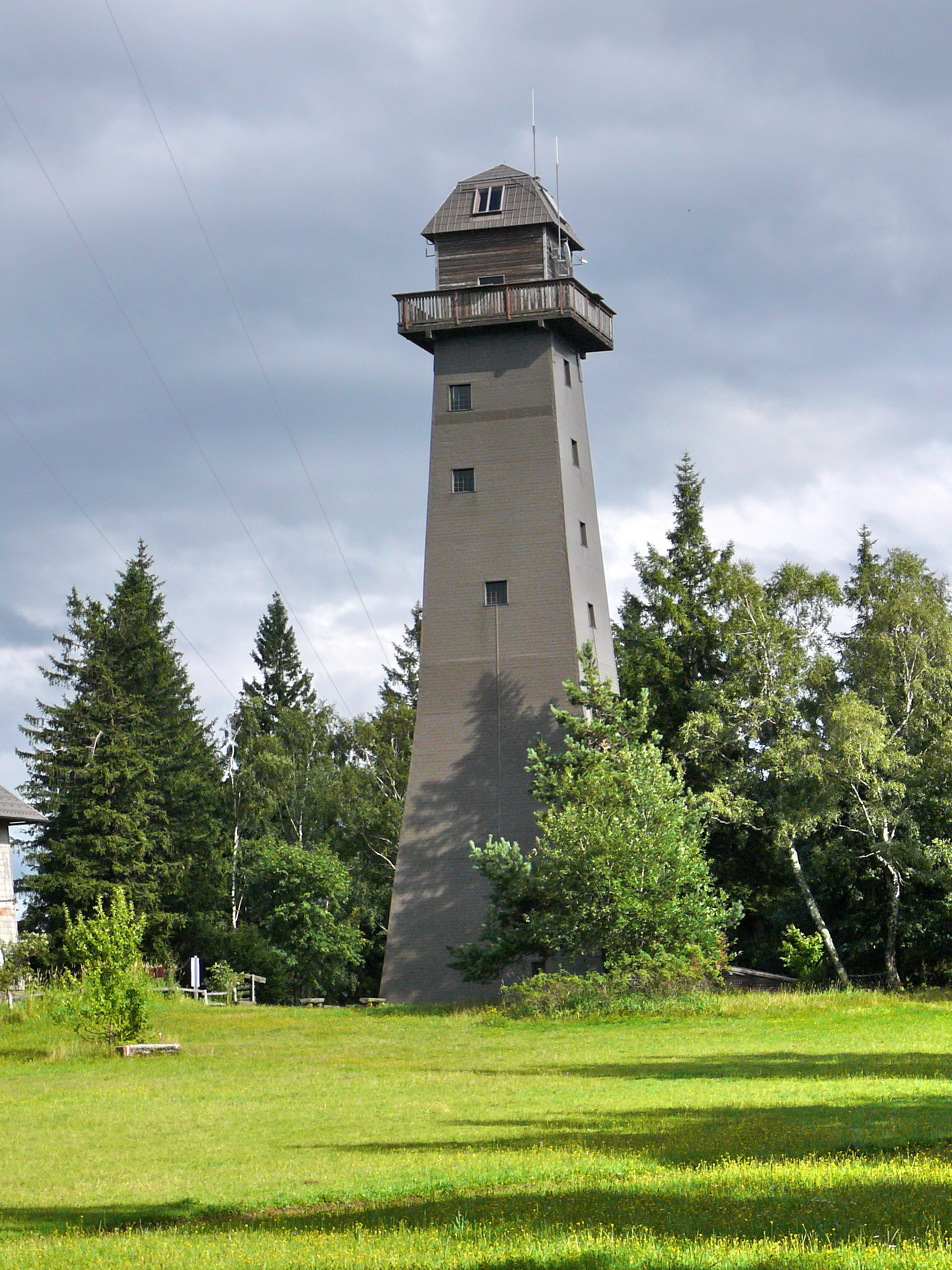
Jauerlingská rozhledna